# Bacteria pallidenotata
Bacteria pallidenotata är en insektsart som beskrevs av Ludwig Redtenbacher 1908. Bacteria pallidenotata ingår i släktet Bacteria och familjen Diapheromeridae. Inga underarter finns listade.